# Insulinothérapie fonctionnelle

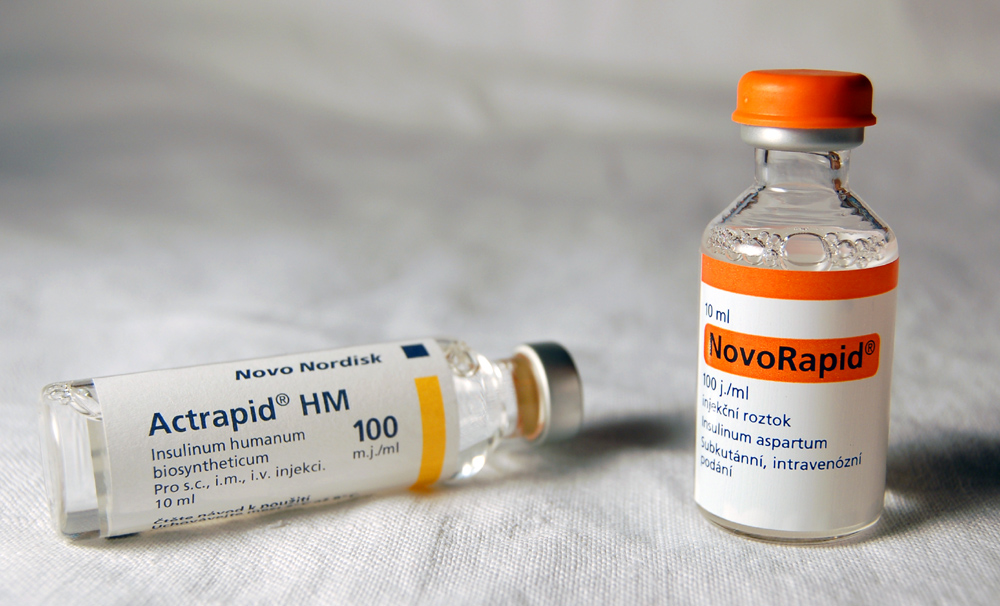
Ampoules d'insuline Actrapid et Novorapid et de NovoNordisk

L'insulinothérapie fonctionnelle, ITF, est une méthode d'adaptation du traitement insulinique destiné aux diabétiques de type 1.

## Avantages
L'ITF permet au patient diabétique d'adapter son traitement d'insuline à son mode de vie plutôt que de s'imposer une discipline de vie quotidienne relative à son traitement. L'objectif est de reproduire le schéma physiologique de l'insuline, en mettant en avant la fonction première de l'insuline.
La mise en pratique de cette thérapie repose sur une parfaite évaluation des glucides absorbés. Pour cela, des formules simples élaborées par des diabétologues permettent au patient de calculer précisément la dose d'insuline qui lui sera nécessaire au moment des repas en fonction de son alimentation et de ses activités.
Cette thérapie permet donc une plus grande autonomie du patient qui devient responsable de la gestion de sa maladie.

## Le principe
L'ITF repose sur une formule mathématique élémentaire liant la quantité de glucides à la dose d'insuline nécessaire pour « brûler » ces glucides :
Soit {\displaystyle i} le nombre d'unités nécessaires pour brûler {\displaystyle g} grammes de glucides.
On a alors {\displaystyle i=g/20\times 2.2\times K}
Le coefficient {\displaystyle K} représente la sensibilité à l'insuline du diabétique.
C'est une valeur relativement difficile à évaluer. Elle regroupe l'ensemble des paramètres pouvant modifier l'action de l'insuline comme la physiologie du patient par exemple.
Ce coefficient est donc fortement lié à la personne et ne peut être déterminé de manière commune.